# Jan Maurycy Paweł Puzyna de Kosielsko
Jan Maurycy Paweł Puzyna de Kosielsko (Gwoździec, 13 settembre 1842 – Cracovia, 8 settembre 1911) è stato un cardinale e vescovo cattolico polacco. È conosciuto principalmente per via delle sue posizioni conservatrici all'interno della Chiesa cattolica e per essere stato l'ultimo cardinale della corona a esercitare lo ius exclusivae nel conclave del 1903.

## Biografia
Nacque nel 1842 in una cittadina della Galizia (all'epoca provincia dell'Impero austro-ungarico, oggi in Ucraina), nella famiglia aristocratica dei principi Puzyna, figlio di Roman Stanisław Kostka Puzyna e Hortensja Puzyna Dwernicka, figlia del generale Józef Dwernicki.
Studiò giurisprudenza a Leopoli e per qualche anno fu magistrato: in seguito entrò in seminario a Przemyśl e nel 1878 fu ordinato sacerdote.
Fu canonico del capitolo di Przemyśl e docente presso il locale seminario: nel 1886 fu eletto vescovo titolare di Memfi e ausiliare presso la sede arcivescovile di Leopoli dei Latini; nel 1895 fu nominato principe vescovo di Cracovia.
Nel concistoro del 15 aprile 1901, papa Leone XIII lo creò cardinale presbitero del titolo dei Santi Vitale, Valeria, Gervasio e Protasio: prese parte al conclave del 1903, durante il quale pose il veto dell'Impero austro-ungarico all'elezione del cardinale Rampolla del Tindaro (fu l'ultimo cardinale contro cui fu esercitato tale diritto, fatto abolire subito dopo la sua elezione da papa Pio X).
Morì l'8 settembre 1911 all'età di 68 anni, a pochi giorni dal suo genetliaco. Oggi riposa nella cattedrale di Wawel, a Cracovia.

## Genealogia episcopale e successione apostolica
La genealogia episcopale è:
- Cardinale Scipione Rebiba
- Cardinale Giulio Antonio Santori
- Cardinale Girolamo Bernerio, O.P.
- Arcivescovo Galeazzo Sanvitale
- Cardinale Ludovico Ludovisi
- Cardinale Luigi Caetani
- Cardinale Ulderico Carpegna
- Cardinale Paluzzo Paluzzi Altieri degli Albertoni
- Papa Benedetto XIII
- Papa Benedetto XIV
- Papa Clemente XIII
- Cardinale Enrico Benedetto Stuart
- Papa Leone XII
- Cardinale Chiarissimo Falconieri Mellini
- Cardinale Camillo Di Pietro
- Cardinale Mieczysław Halka Ledóchowski
- Cardinale Jan Maurycy Paweł Puzyna de Kosielsko

La successione apostolica è:
- Vescovo Anatol Wincenty Nowak (1900)
- Arcivescovo Józef Bilczewski (1901)
- Arcivescovo Leon Wałęga (1901)
- Arcivescovo Józef Teofil Teodorowicz (1902)